# Konrad Baumgarten
Konrad Baumgarten (činný 1498–1508) byl německý tiskař, který působil v Olomouci v letech 1500–1502.
Pocházel z německého města Rothenburg ve Wittenbersku, tiskařem se pravděpodobně vyučil v Lübecku. V období 1498–1499 působil v polském královském městě Gdaňsku, v Olomouci působil v letech 1500–1502. Od roku 1503 do roku 1505 působil ve Vratislavi, kde byl přijat za měšťana. Od roku 1506 do 1509 působil ve Frankfurtu nad Odrou. Další působení po třech letech není známo.
Do Olomouce byl pravděpodobně povolán proboštem olomoucké kapituly Augustinem Kasenbrodem a vytiskl zde 12 knih. Baumgartnovy tisky jsou latinské, s náboženským nebo filozofickým obsahem. Jsou zaměřené na humanismus nebo proti valdenským. Byl to u nás první tiskař, který používal více druhů písma.